# Легенда о грлици
Легенда о грлици је српски телевизијски филм из 2017. године. Режирао га је Илија Гајица који је написао и сценарио заједно са Маријом Ћирић.